# Kashii-gū
Le Kashii-gū 香椎宮) est un sanctuaire shinto de Kashii, autrefois à la campagne dans une forêt dense d'environ trois hectares et à présent dans la banlieue de la ville de Fukuoka (préfecture de Fukuoka) au Japon. Y sont vénérés l'empereur Chūai et son épouse Jingū, dont le fils Ōjin est le quinzième empereur du Japon, ainsi que les trois Sumiyoshi sanjin (de), divinités de la mer. Sur le site se trouvent d'autres petits sanctuaires consacrés aux divinités  Inari, Takeuchi Sukune, etc. Selon la tradition, le légendaire Jingū a fait bâtir ici en 200 un sanctuaire Kashii no miya (橿日宮), quand Chūai est mort au combat contre le peuple des Kumaso. Il y aurait eu un ancien sanctuaire dans le voisinage de celui-ci mais il ne s'en trouve aucune mention historique avant l'année 723.
Comme l'empereur Chūai a trouvé ici son dernier lieu de repos, des textes plus anciens utilisent le terme Kashii-byō (香椎廟, « cour de Kashii », « mausolée de Kashii »).
Depuis l'époque de Nara, le sanctuaire fait partie du petit groupe de sanctuaires appelés chokusaisha qui reçoivent en certaines occasions déterminées les envoyés (chokushi, 勅使)) du tennō. Comme au sanctuaire Usa Hachiman-gū (au nord-est de Kyūshū), cela arrive tous les dix ans à Kashii. L'escalier de 800 m de long qui mène au sanctuaire est bordé de camphriers.
La structure, appelée « style Kashii » (kashii-zukuri, 香椎造), du bâtiment principal, (le honden) — dont l'aspect actuel remonte à la dernière reconstruction de l'année 1801 — ne se trouve qu'ici. Le bâtiment est divisé en trois parties avec des portes à battants et un toit aux nombreuses fourches (chigi).
Pendant de nombreuses générations, le sacerdoce était réservé à quatre familles qui se relayaient tous les quatre ans dans l'exercice de leurs fonctions.
Jusqu'au milieu du XIXe siècle, il y avait dans le voisinage un certain nombre de temples bouddhistes de l'école Shingon qui, en conséquence de la loi de « séparation du shinto et du bouddhisme » (shinbutsu bunri, 神仏分離) de 1868 ont été détruits. Aujourd'hui, le seul témoin qui reste de ce passé où étaient mélangés shintoïsme et bouddhisme (shinbutsu shūgō, 神仏習合), est un petit temple de la divinité Benzaiten.

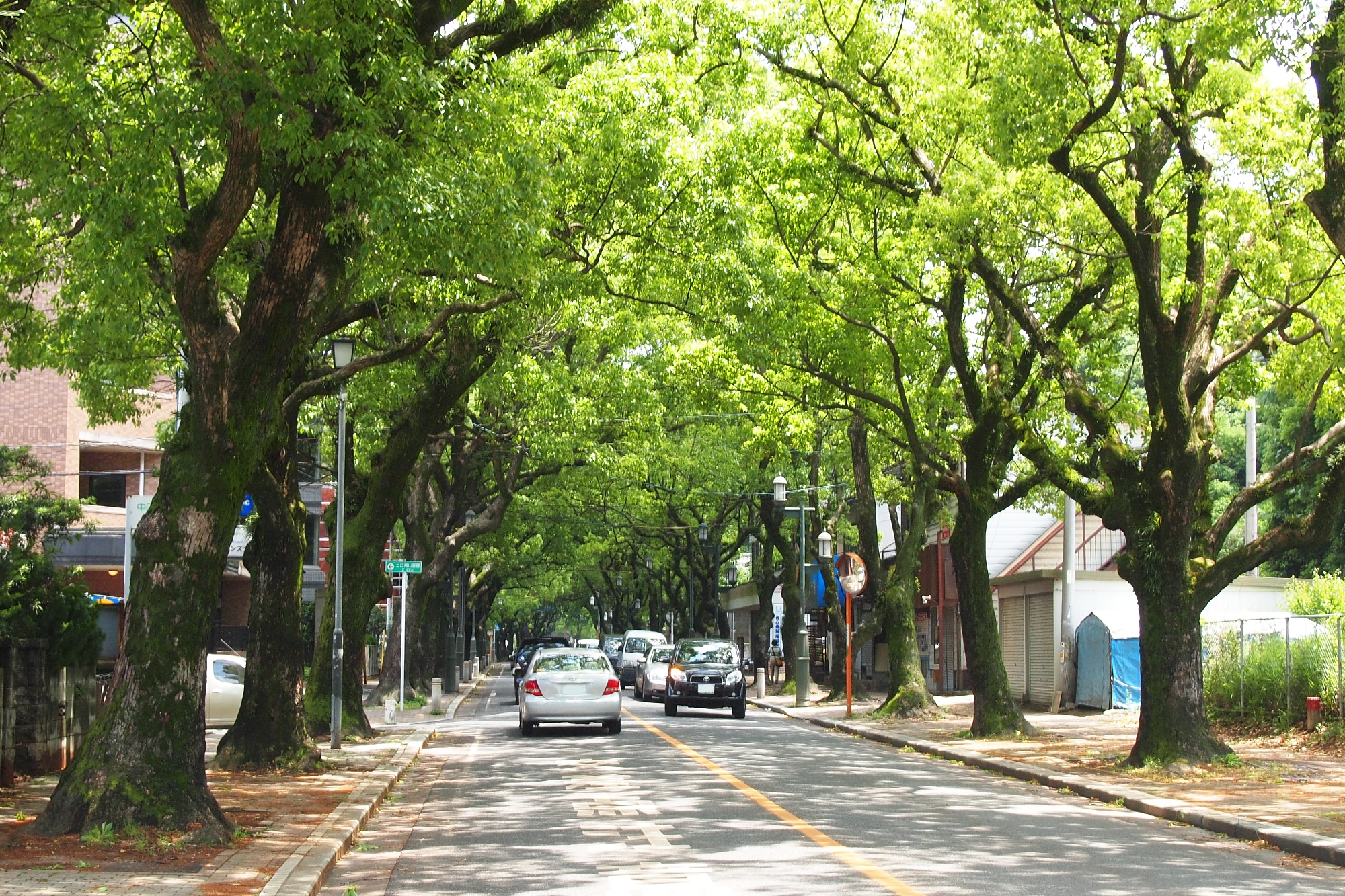
Allée de camphriers menant de la gare au sanctuaire.
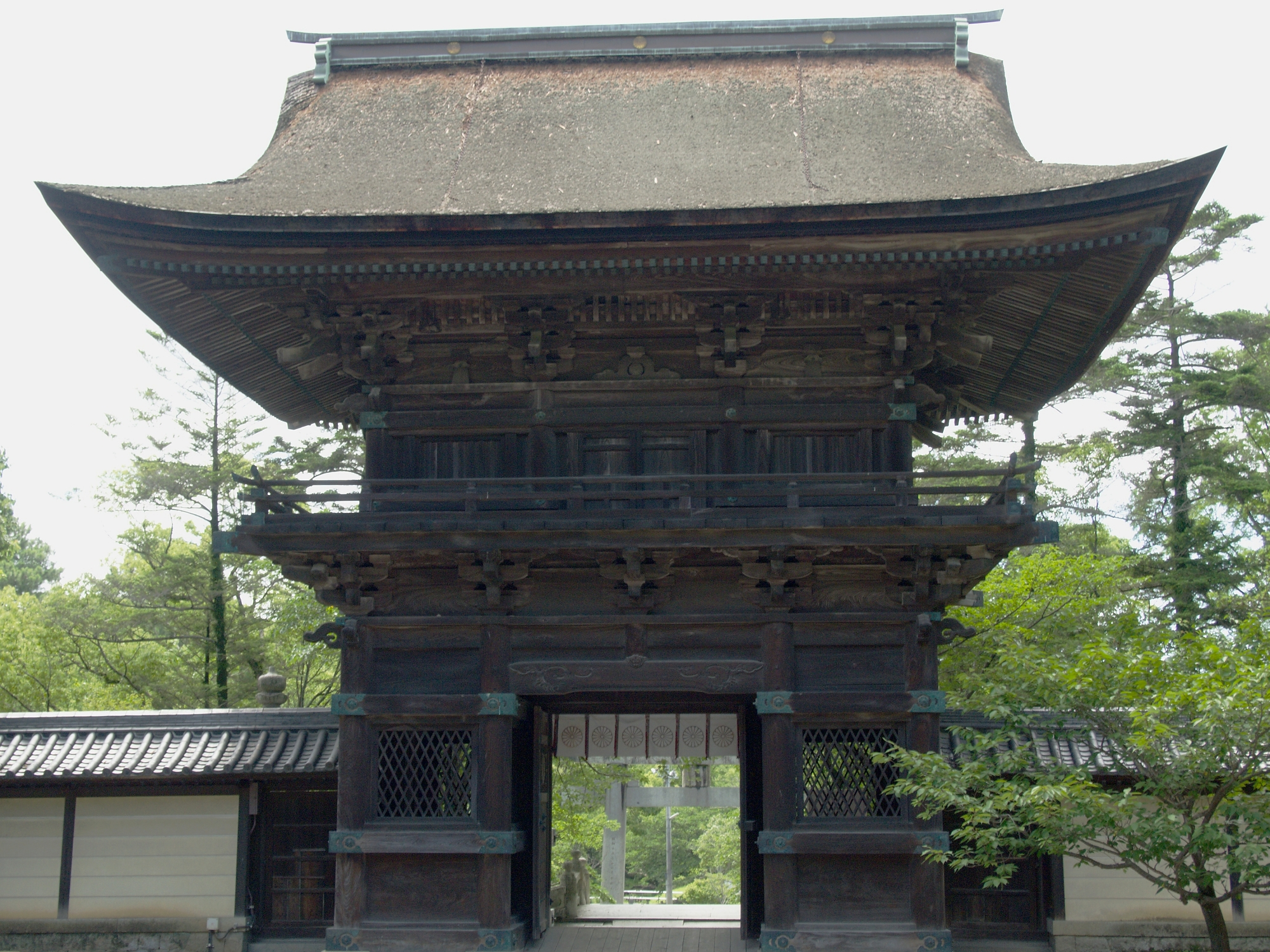
Rōmon du sanctuaire.
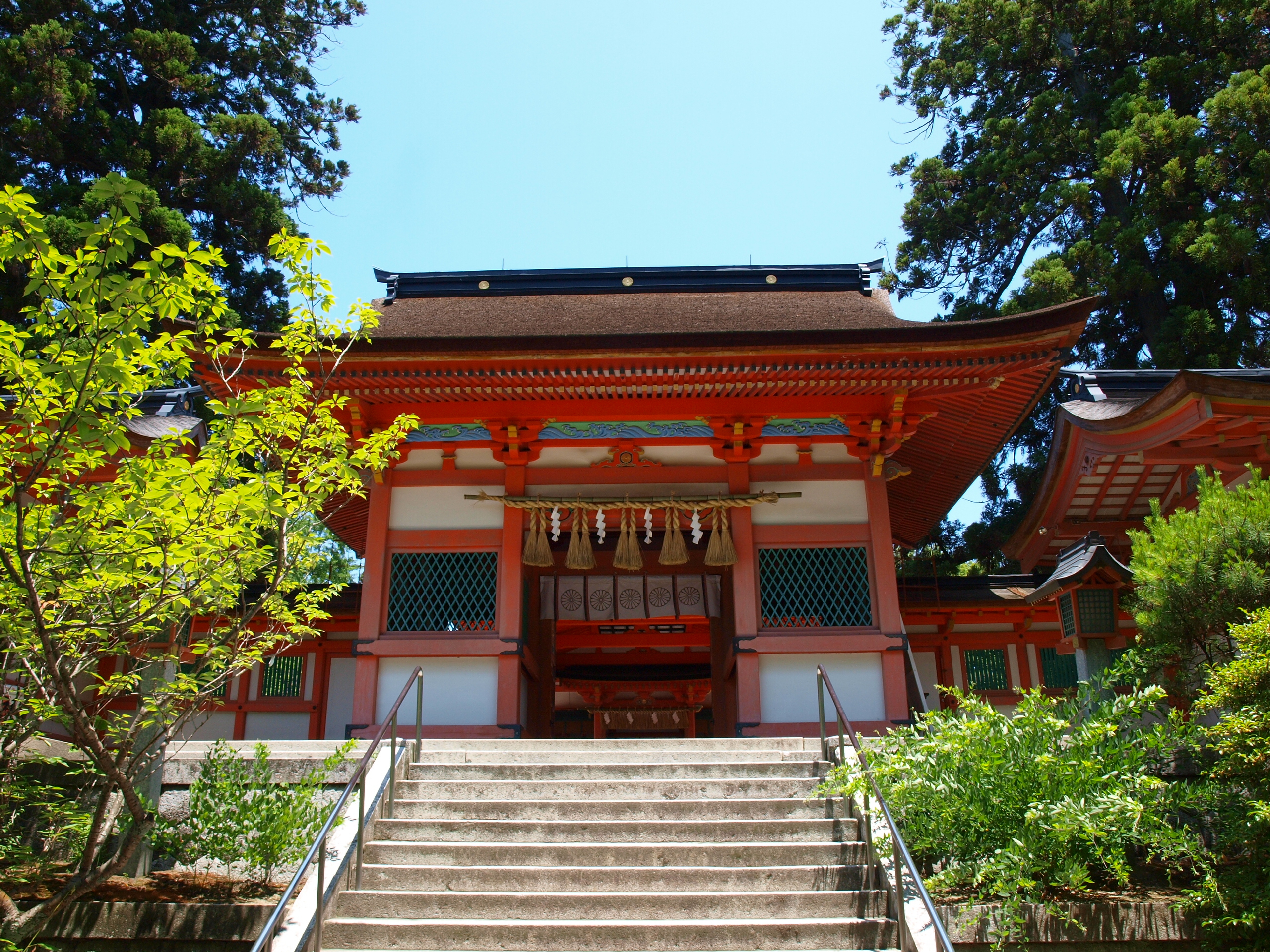
L'escalier vers le cœur de l'ensemble du sanctuaire.
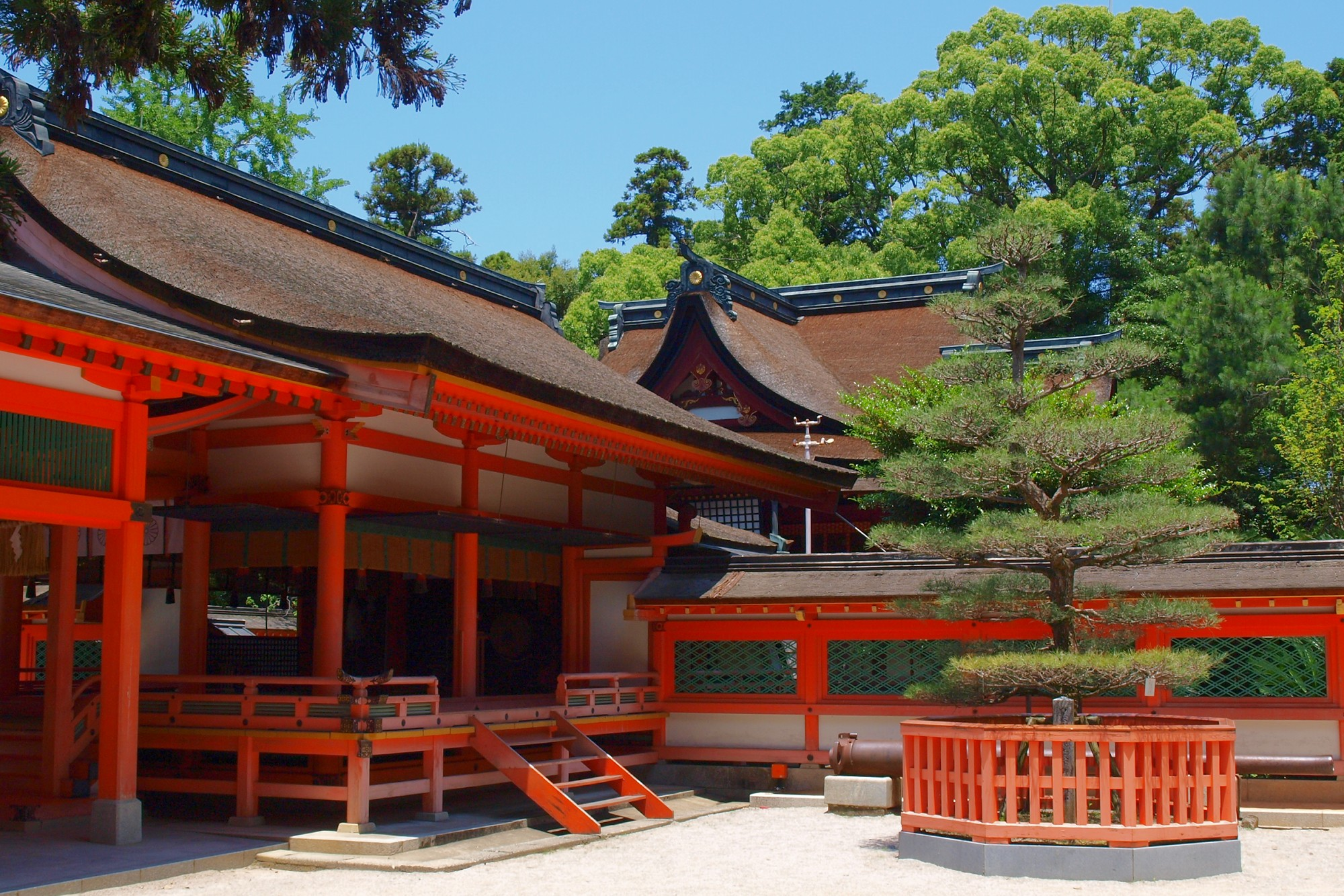
Bâtiment principal.